# Петровский сельский совет (Красноградский район)
Петровский сельский совет — входит в состав Красноградского района Харьковской области Украины.
Административный центр сельского совета находится в селе Петровка.

## История
- 1920 — дата образования.

## Населённые пункты совета
- село Петровка
- посёлок Балки
- село Липянка